# Mariano Fiallos Oyanguren
Mariano Fiallos Oyanguren (León, 28 de junio de 1933 - León, 25 de junio de 2014) fue un juez y académico nicaragüense. Fue rector de la Universidad Nacional Autónoma de Nicaragua en León (UNAN-León) de 1974 a 1980 y presidente del Consejo Supremo Electoral de 1984 a 1996, supervisando el primer traspaso democrático del poder en el país en 1990.

## Biografía
Mariano Fiallos Oyanguren nació en León, el 28 de junio de 1933. Sus padres eran Mariano Fiallos Gil y Soledad Oyanguren de Fiallos. Tenía cuatro hermanos, entre ellos la escritora Rosario Aguilar (de soltera Fiallos Oyanguren). Fiallos Gil fue un veterano defensor de la autonomía universitaria y rector de la Universidad Nacional Autónoma de Nicaragua (UNAN) de 1957 a 1964, obtuvo la autonomía universitaria en 1958 bajo la presidencia de Luis Somoza Debayle (y codificada en las reformas constitucionales de 1966). Después de la masacre del 23 de julio de 1959, en la que la Guardia Nacional mató a cuatro estudiantes, las tropas de la Guardia Nacional no pudieron acceder físicamente al campus, ni siquiera para matricularse como estudiantes.
Fiallos Oyanguren obtuvo un LL.M. de la Universidad Metodista del Sur en 1956, se licenció en derecho en la UNAN en 1957 y se doctoró en la Universidad de Kansas en 1968. Su disertación fue sobre "El sistema político de Nicaragua".
La autonomía universitaria ganada por su padre facilitó más tarde el reclutamiento y la organización de cuadros políticos del Frente Sandinista de Liberación Nacional (FSLN), principalmente urbano bajo las rectorías de Carlos Tünnermann Bernheim (1964 a 1974) y Fiallos, quien se convirtió en rector de la UNAN-León, de 1974 a 1980. Fiallos fue elegido rector en un concurso con su amigo, el filósofo y jurista Alejandro Serrano Caldera. Mientras estuvo en la UNAN-León, Tünnermann también fue un amigo cercano de Fiallos y el escritor Sergio Ramírez fue uno de los estudiantes de derecho de Fiallos en 1959. Posteriormente fue nombrado miembro de la Comisión Superior de Educación Universitaria.
En 1984 asumió la presidencia del Consejo Supremo Electoral (CSE) para las elecciones generales de ese año. Fue reelegido en febrero de 1985 por un período de seis años. Mientras tanto, se desempeñó como profesor invitado en la Universidad de Kansas en 1985.
Siendo miembro del FSLN, organizó las elecciones de 1990 y, en última instancia, supervisó la primera transferencia pacífica del poder de Nicaragua, ya que el candidato de su partido, el presidente Daniel Ortega, perdió ante Violeta Barrios de Chamorro. Fiallos jugó un papel decisivo. papel fundamental en la defensa de la integridad de las elecciones de 1990: cuando se le ordenó que anunciara, a las 19:00 horas de la noche de las elecciones, el 25 de febrero, los resultados de los primeros cuatro recintos como victorias del FSLN, prefirió leer los resultados reales, en donde se dividieron los precintos, con dos para el FSLN y dos para Chamorro, candidata de la Unión Nacional Opositora (UNO) Chamorro, quien ganó las elecciones. Antonio Lacayo Oyanguren, un partidario sandinista que votó por Ortega pero que finalmente se desempeñó como una figura central en el gobierno de su suegra Chamorro, dijo más tarde: “Sin Mariano Fiallos Oyanguren no hubiera habido transición democrática en 1990”.
Fiallos renunció al CSE en 1996, en respuesta a las reformas constitucionales y electorales de 1995, en las que la Asamblea Nacional estableció que los miembros de los partidos políticos formarían los consejos electorales departamentales y municipales y las Juntas Receptoras de Votos. La consecuencia fue que ya no era posible que el CSE ejerciera el control.

## Fallecimiento
Fiallos falleció en León, el 25 de junio de 2014 a los 80 años de edad. Está enterrado en el Cementerio de Guadalupe de dicha ciudad.